# Barbican de Sladen
Gymnobucco sladeni
Espèce
Statut de conservation UICN

 LC  : Préoccupation mineure
Le Barbican de Sladen (Gymnobucco sladeni) est une espèce d'oiseaux d'Afrique centrale appartenant à la famille des Lybiidae.
Cet oiseau est répandu à travers le bassin du Congo.